# Jodocus Hondius

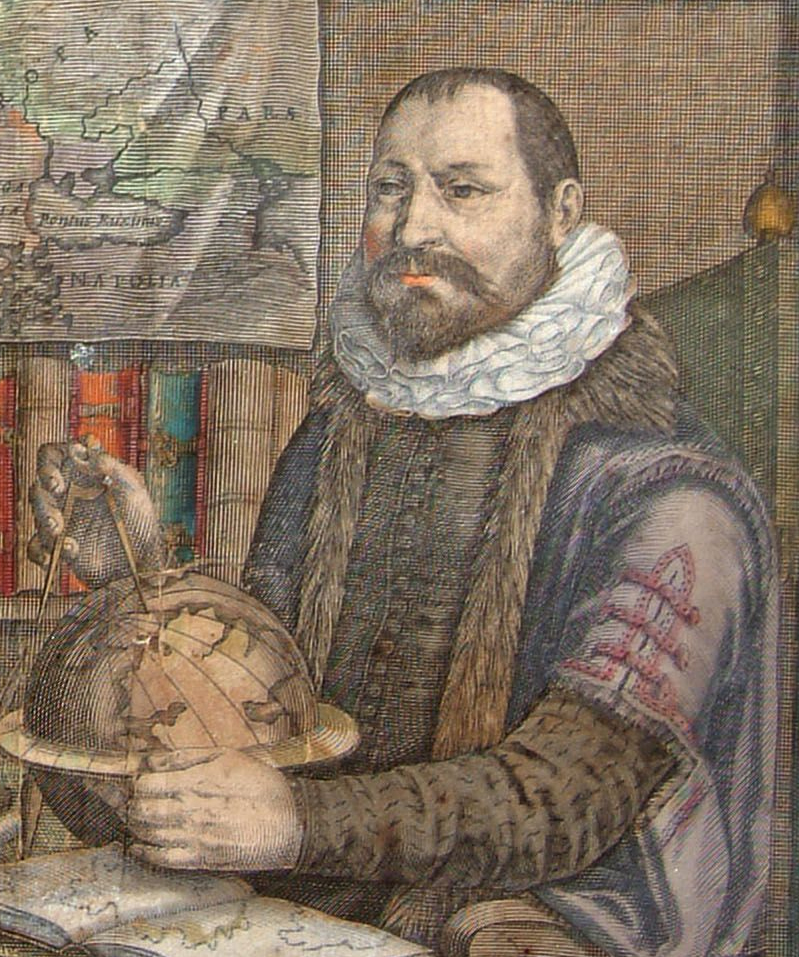
Jodocus Hondius op een gravure uit 1619

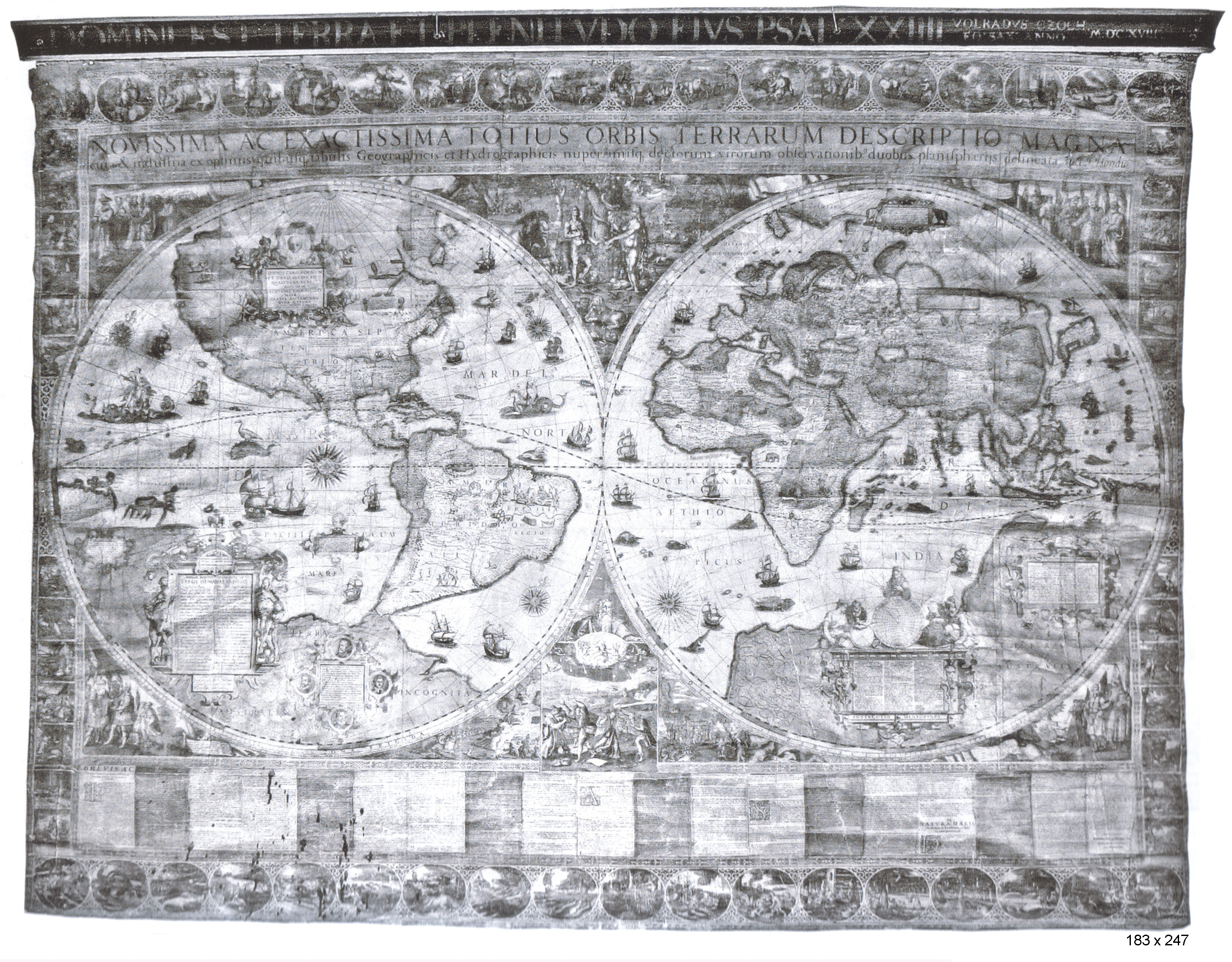
De Wandkaart uit 1611

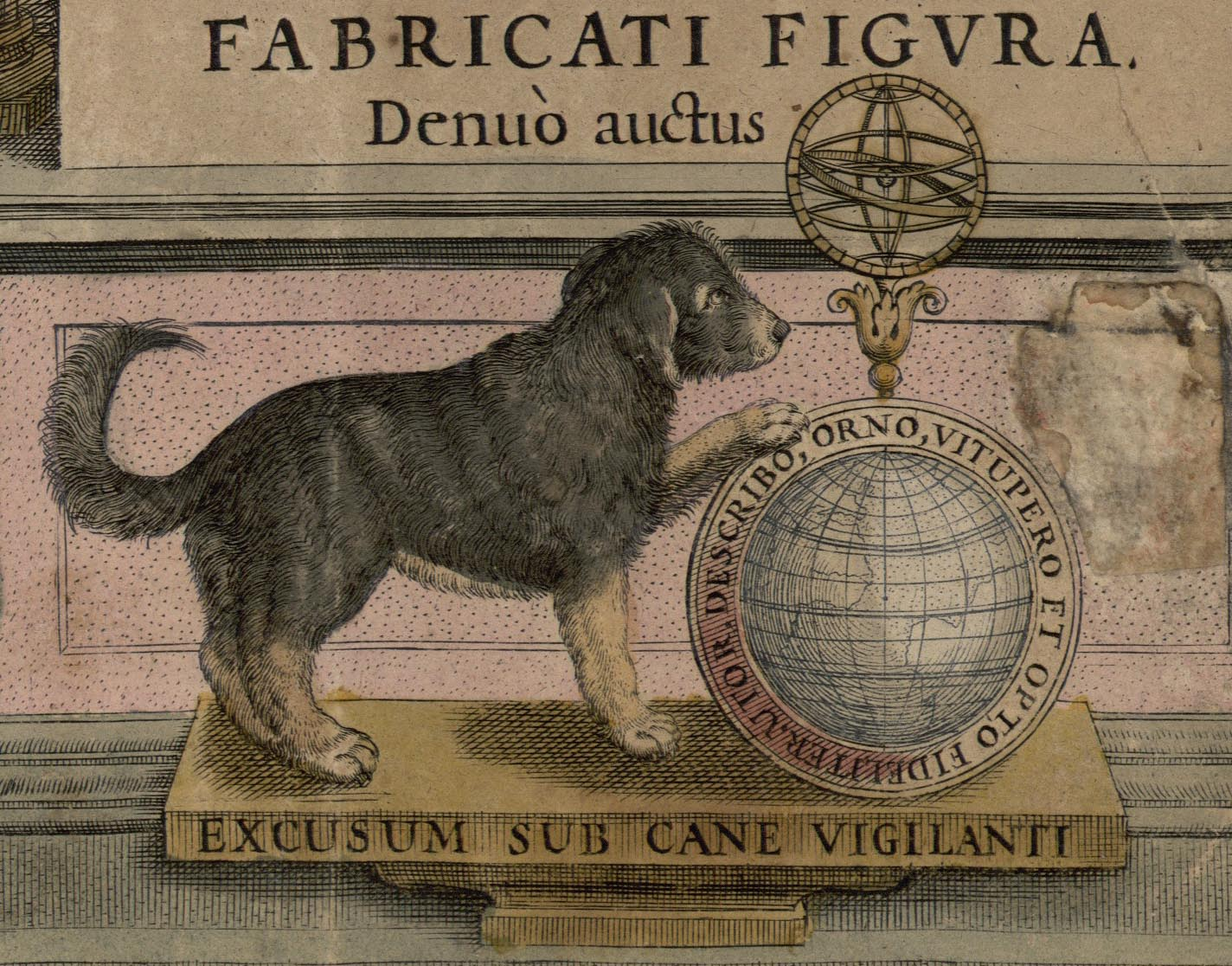
Drukkersmerk van de firma Hondius

Jodocus Hondius (ook Judocus Hondius; Nederlandse naam: Joost de Hondt - d'Hondt) (Wakken, 17 oktober 1563 – Amsterdam, 12 februari 1612) was een Vlaams cartograaf, actief in Londen en Amsterdam, en vooral bekend als heruitgever van de atlassen van Gerardus Mercator.

## Biografie
Hondius werd geboren in het Vlaamse Wakken en bracht zijn jeugd door in Gent. 
Hij was aanvankelijk graveur, kalligraaf en stempelsnijder. In 1584 vluchtte hij, met zijn zuster Jacomina Hondius, naar Londen om aan de Spaanse Inquisitie te ontsnappen. 
Daar huwde hij in 1587 met Coletta van de Keere, een zus van Pieter van den Keere (Petrus Kaerius). Hij werkte mee aan de Engelse uitgave van Waghenaers Spiegel der Zeevaerdt. 
Uit 1590 stamt de wereldkaart Nova Universi Orbis Descriptio, een van de eerste kaarten waarop de ontdekkingen van Francis Drake werden verwerkt, onder andere de constatering dat Tierra del Fuego niet aan het legendarische "Zuidland" vastzat.  Van deze kaart zijn alleen uitgaves bekend door Jean le Clerc, Parijs 1602.
In 1593 keerde hij terug naar de Lage Landen en verhuisde hij, net als Kaerius, naar Amsterdam, waar hij bleef wonen tot aan zijn dood op 48-jarige leeftijd. Het huis in de Calverstraete kreeg de naam 'In den Wackeren Hondt', verwijzend naar zijn geboorteplaats en zijn familienaam. 
Een van de eerste projecten was het verzorgen van de uitgave Nieuwe Beschryvinghe ende Caert-Boeck vande Midlantsche Zee door Willem Barentsz, dit in samenwerking met Petrus Plancius.
In 1598 kwam er een zakatlas op de markt, het Caert-Thresoor. Veel kaarten werden gegraveerd door Kaerius. De uitgever was Barent Langenes uit Middelburg.
Rond 1604 studeerde Hondius wiskunde in Leiden. Daar kocht hij, mede op aanraden van Petrus Bertius, de platen op uit de nalatenschap van Mercator.
Aangevuld met 36 nieuwe kaarten kwam in 1606 een heruitgave van de nu te noemen Mercator-Hondius Atlas op de markt. Dit werd een groot succes. De ontdekkingsreiziger Henry Hudson vereerde Jodocus in 1607 en 1608 met enkele bezoeken en zodoende konden reisdetails verwerkt worden. In Londen was hij bevriend geworden met John Speed (1553-1629) die, na kleermaker te zijn geweest, cartograaf werd. Voor de twee monumentale werken die hij publiceerde (The Theatre of the Empire of Great Britain en Prospect of the most famous parts of the World) liet Speed de kaarten grotendeels in Amsterdam graveren door Hondius. Deze werden uitgegeven vanaf 1611.
Het laatste project waar aan gewerkt werd was de uitgave van een grote wandkaart op 20 bladen van de wereld: Novissima Ac Exactissima Totius Orbis Terrarum. Hiervan is slechts één exemplaar bewaard gebleven, wel werd er in 1907 een facsimile gemaakt. Het was de eerste kaart waarop zeestromingen en overheersende windrichtingen werden aangegeven.
Hondius was de zwager van Petrus Montanus of Pieter van den Berghe, die was getrouwd met Jacomina Hondius. Johannes Janssonius was zijn schoonzoon.
Jodocus overleed in februari 1612 en werd bijgezet in de Nieuwezijds Kapel op het Rokin te Amsterdam. Na zijn dood werd de uitgeverij voortgezet door zijn weduwe en zoons Jodocus II († 1629) en Henricus (1597-1651).
Tot in de 18e eeuw werden de kaarten van Hondius heruitgegeven, o.a. door Janssonius, Frederik de Wit en de firma Gerard Valck & Petrus Schenck.

## Enkele publicaties
- Vera totius Expeditionis Nauticae 1595, een wereldkaart die voorgesteld wordt als twee hemisferen.
- Nieuwe caerte van het wonderbaer ende goudrijcke landt Guiana 1599, een kaart van Nederlands-Guiana.
- Atlas sive cosmographicae meditationes... 1606, een heruitgave van Mercators atlassen, met gegraveerde koperplaten uit de nalatenschap van Gerardus Mercator aangevuld met 36 deels eigen kaarten.
- Atlas Minor 1607, een atlas in zakformaat.

## Kaarten

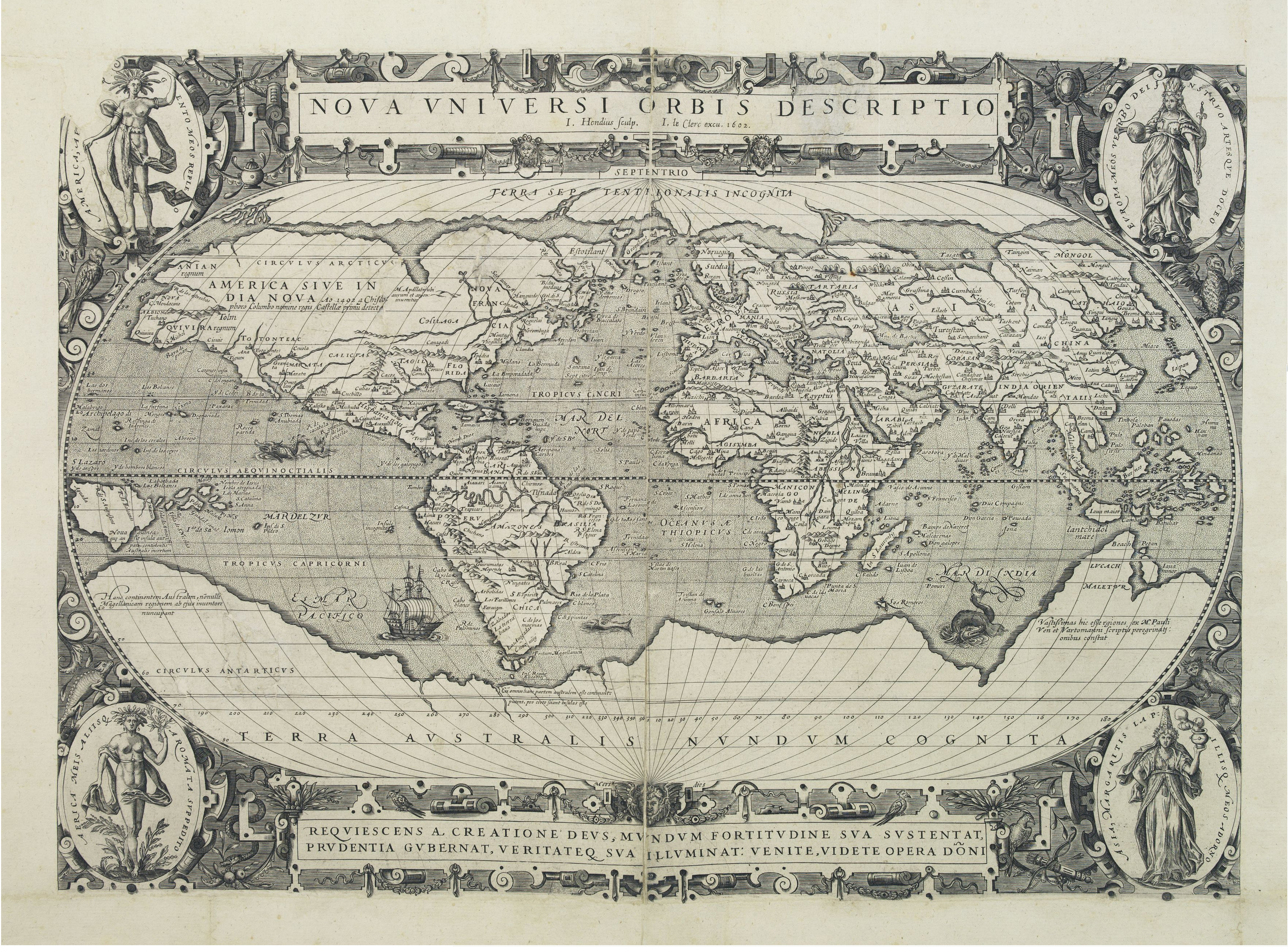
Nova Universi 1590
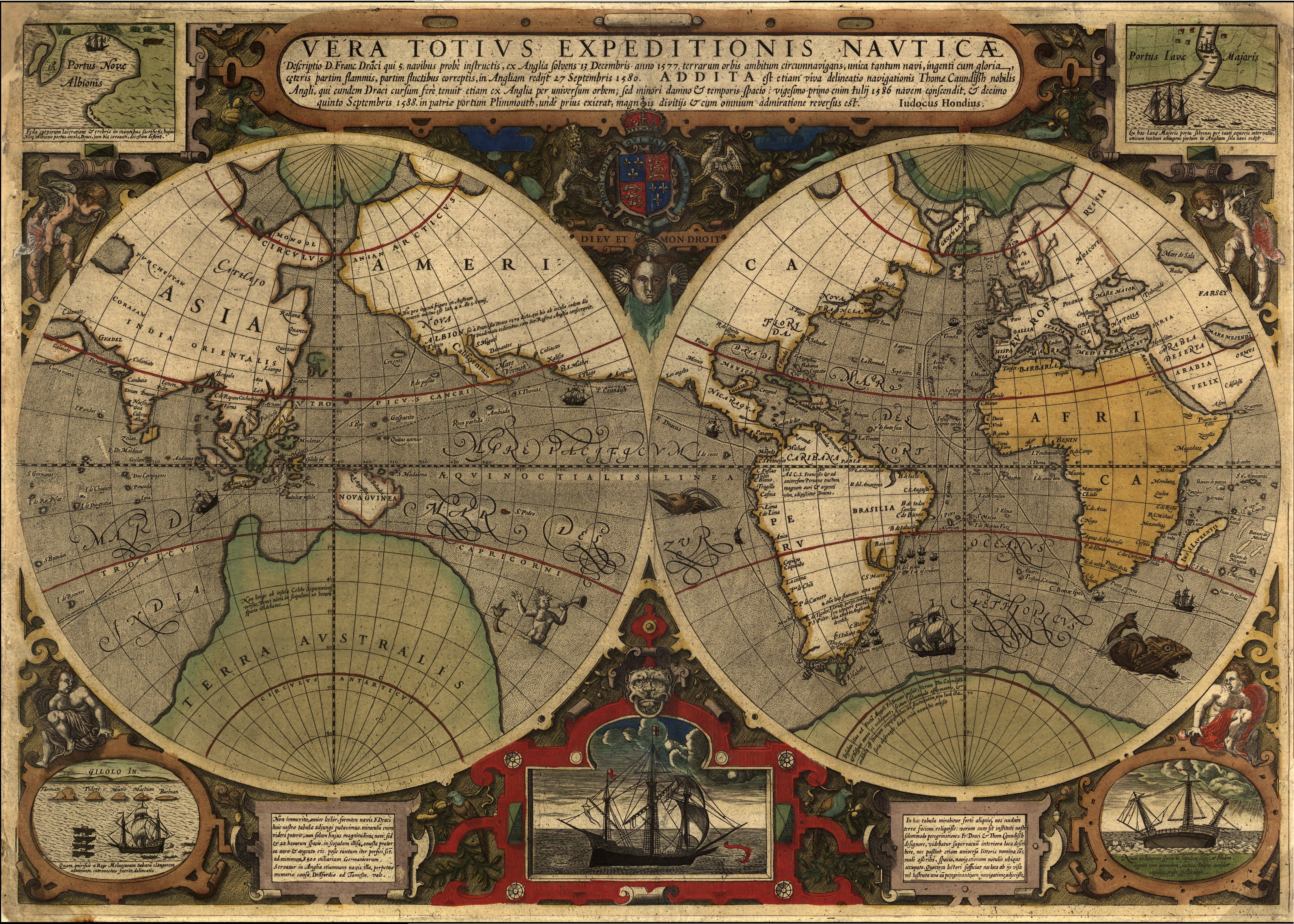
Vera Totius 1595
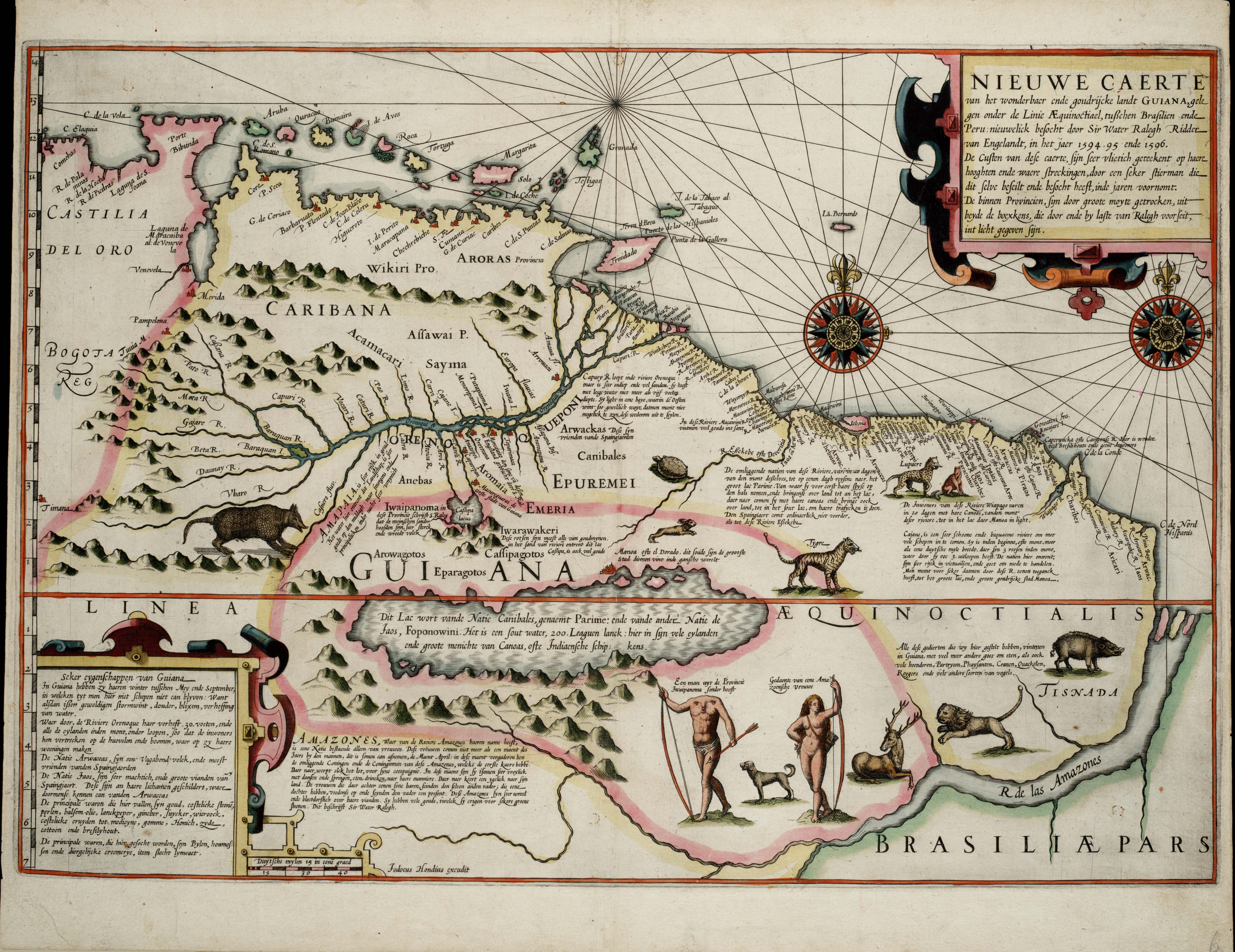
Wonderbaer ende Goudrijcke Landt Guiana 1598
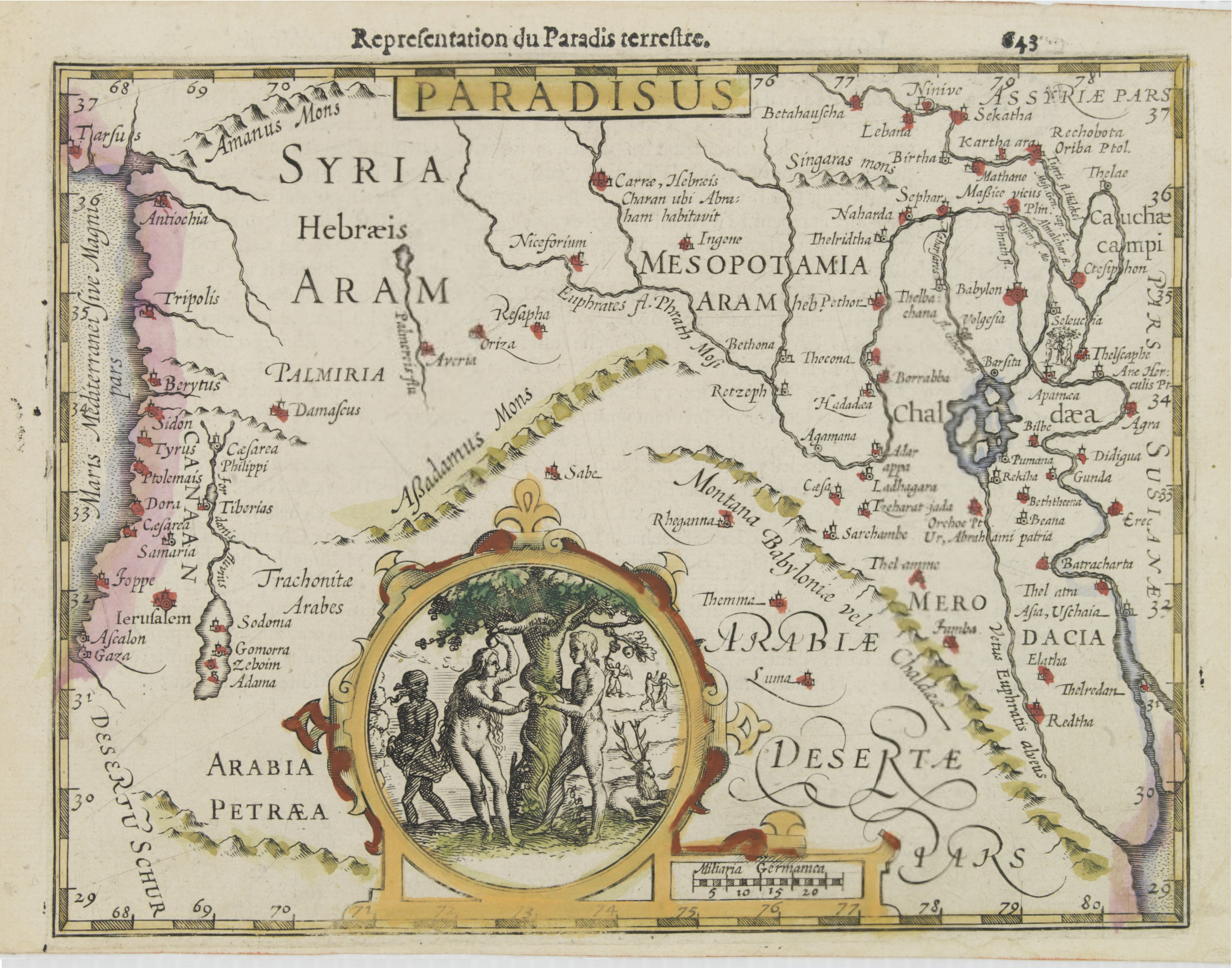
Paradisus (verso: Itinera Deserti) 1603
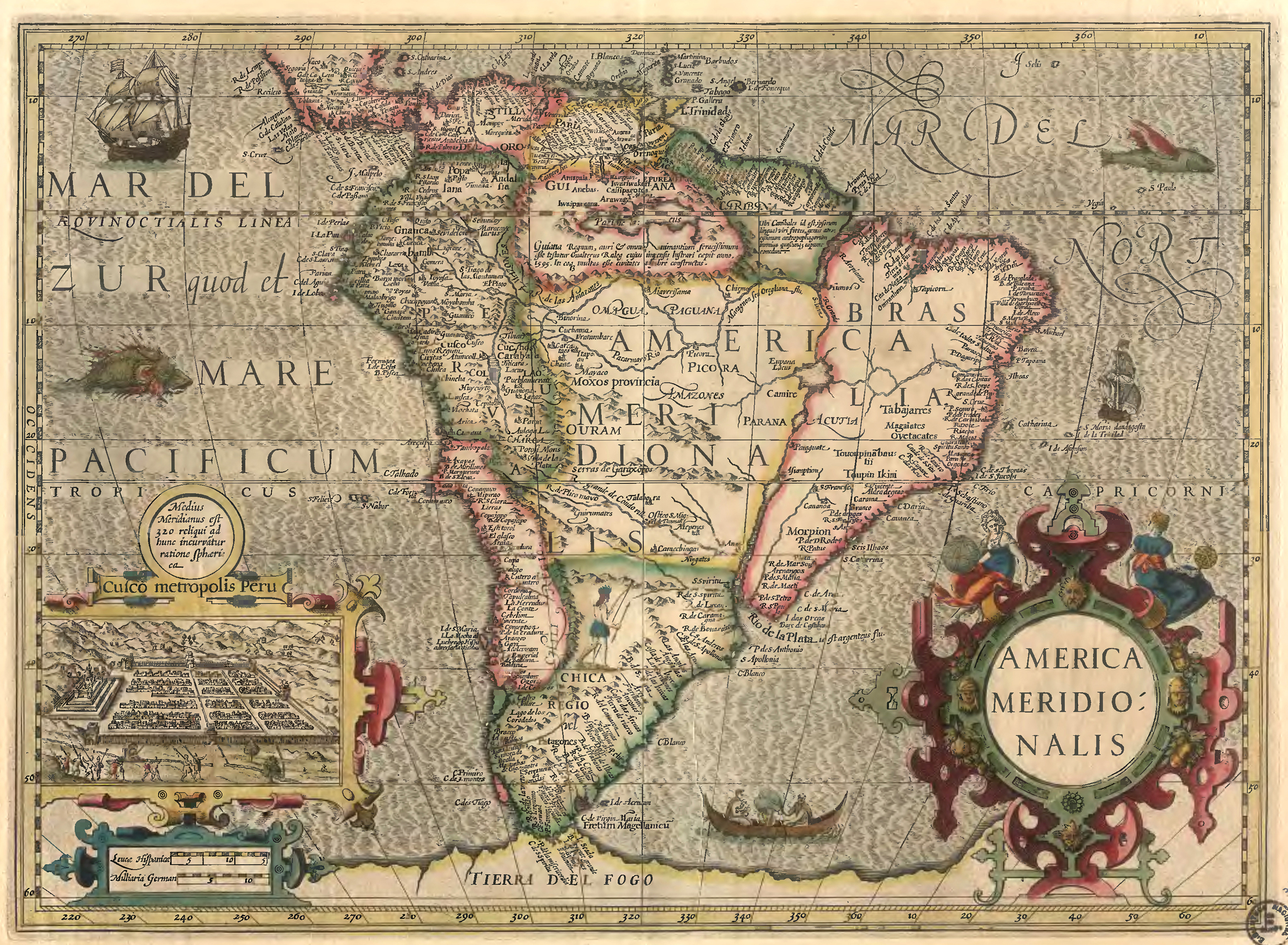
America Meridionalis 1606
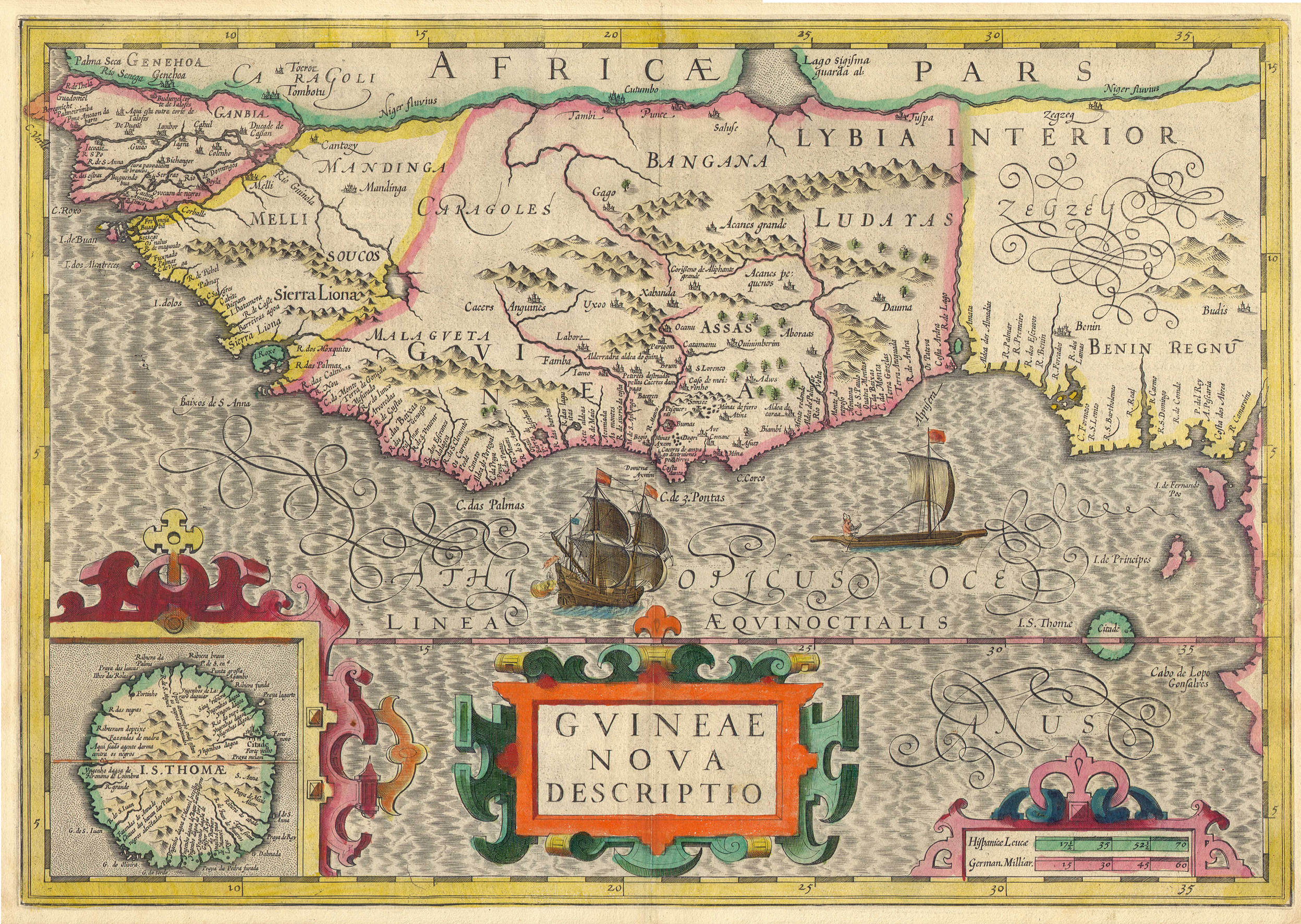
Guineae Nova Descriptio 1606
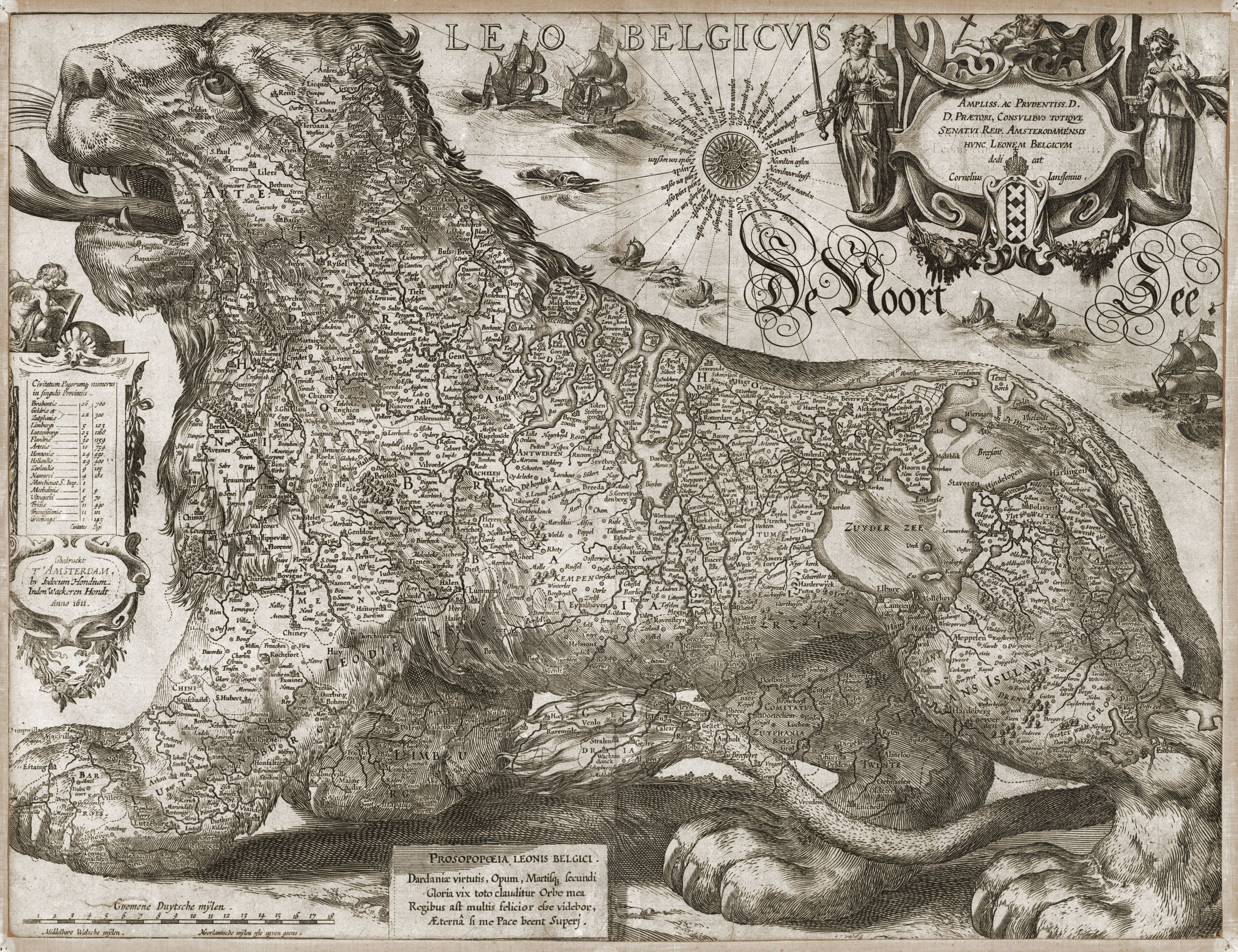
Leo Belgicus 1611
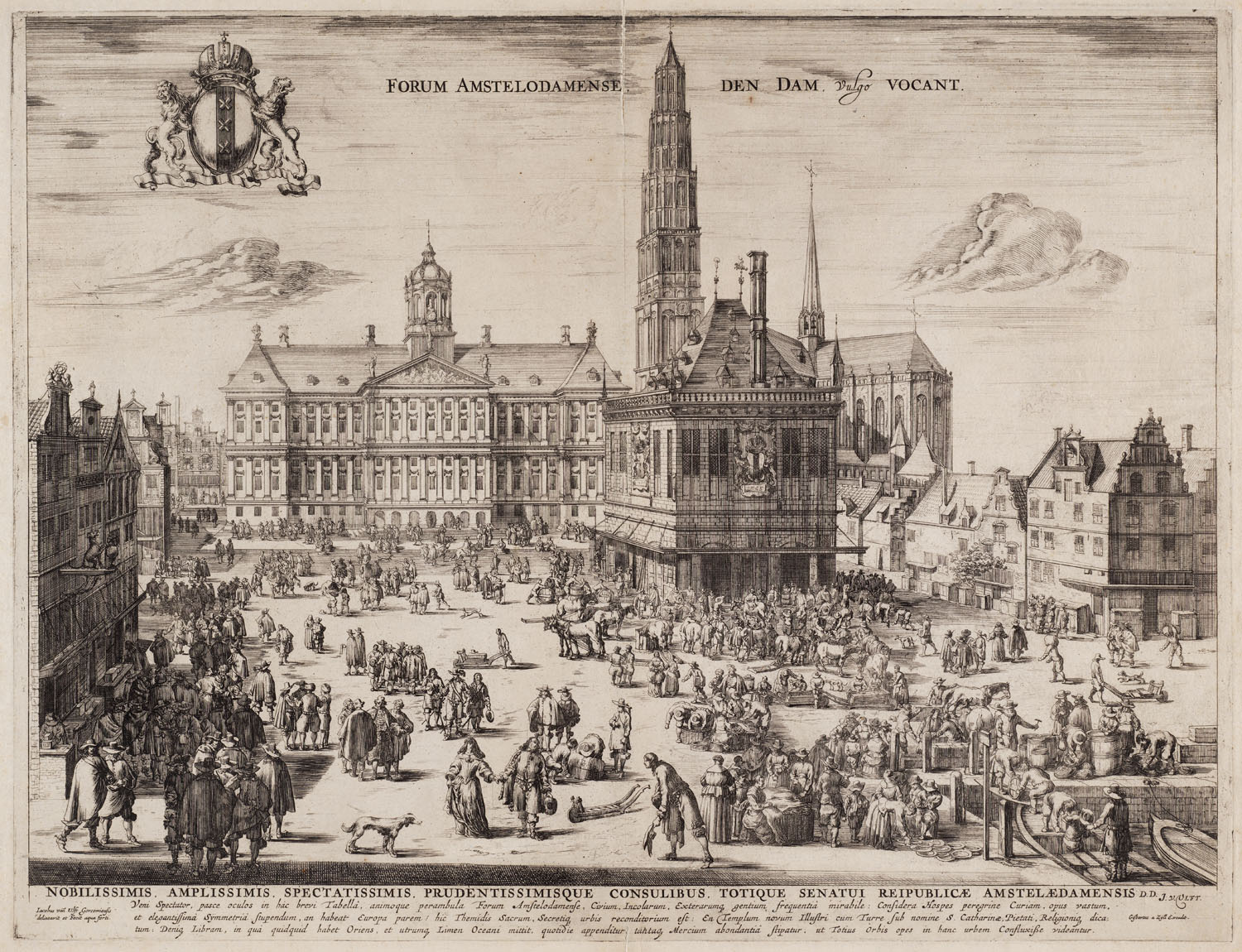
1655 (linksonder: In den Wackeren Hondt)

## Trivia
In de piratenfilm The Sea Hawk speelt Alec Craig de rol van Jodocus Hondius. De in Londen gevestigde cartograaf maakt er een kaart van Panama, in opdracht van een Britse piraat.